# Джино Гардассанич
Джино Гардассанич (англ. Gino Gardassanich, 26 листопада 1922, Рієка — 12 лютого 2010, Гінсдей) — американський футболіст, що грав на позиції воротаря, зокрема, за клуб «Фіорентина», а також національну збірну США. У США він також відомий як Джино Гард, оскільки так було легше вимовляти.
Володар Кубка Хорватії.

## Клубна кар'єра
У футболі дебютував 1940 року виступами за команду «Граджянскі», в якій провів один сезон. 
Згодом з 1941 по 1946 рік грав у складі команд «Орієнт», «Магаццині Дженералі», «Тодт», «Сілурифічіо Вайтхед» та «Рієка».
Своєю грою за останню команду привернув увагу представників тренерського штабу клубу «Фіорентина», до складу якого приєднався 1946 року. Відіграв за «фіалок» наступний сезон своєї ігрової кар'єри.
Протягом 1947—1949 років захищав кольори клубів «Марсала» та «Реджина».
Завершив професійну ігрову кар'єру у клубі «Чикаго Словак», за команду якого виступав протягом 1949—1959 років.

## Виступи за збірну
1950 року дебютував в офіційних матчах у складі національної збірної США. Протягом кар'єри у національній команді провів у її формі 6 матчів.
Був присутній в заявці збірної на чемпіонаті світу 1950 року у Бразилії, але на поле не виходив.
Помер 12 лютого 2010 року на 88-му році життя у місті Гінсдей.

## Титули і досягнення
- Володар Кубка Хорватії (1):

«Граджянскі»: 1941